# Estádio Joaquim Dinis
O Estádio Joaquim Dinis, também conhecido como Estádio 22 de Junho, é um estádio de futebol situado em Luanda, Angola. Inaugurado em 2005, tem capacidade para 7 800 pessoas. É onde o Interclube manda seus jogos.
Em fevereiro de 2012, teve o seu gramado renovado.